# 旅順支線
| 距離表 （旅順支線） | 距離表 （旅順支線） |
| ------------------- | ------------------- |
| 都市（駅）名        | 起点からの距離      |
| 周水子駅            | 0                   |
| 大連西駅            | 8                   |
| 夏家河駅            | 12                  |
| 牧城子駅            | 19                  |
| 叉車廠駅            | 21                  |
| 営城子駅            | 23                  |
| 長嶺子駅            | 31                  |
| 劉家村駅            | 35                  |
| 龍頭駅              | 39                  |
| 旅順駅              | 52                  |

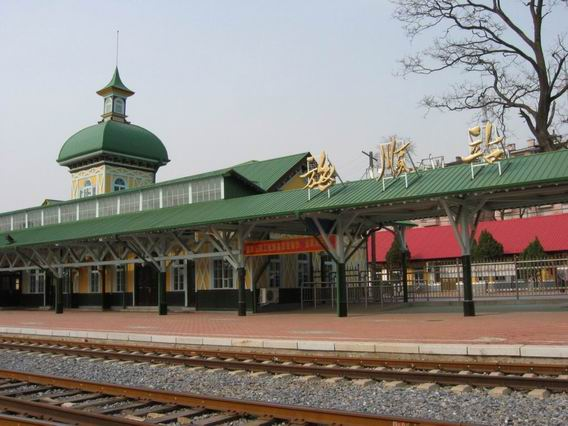
旅順駅

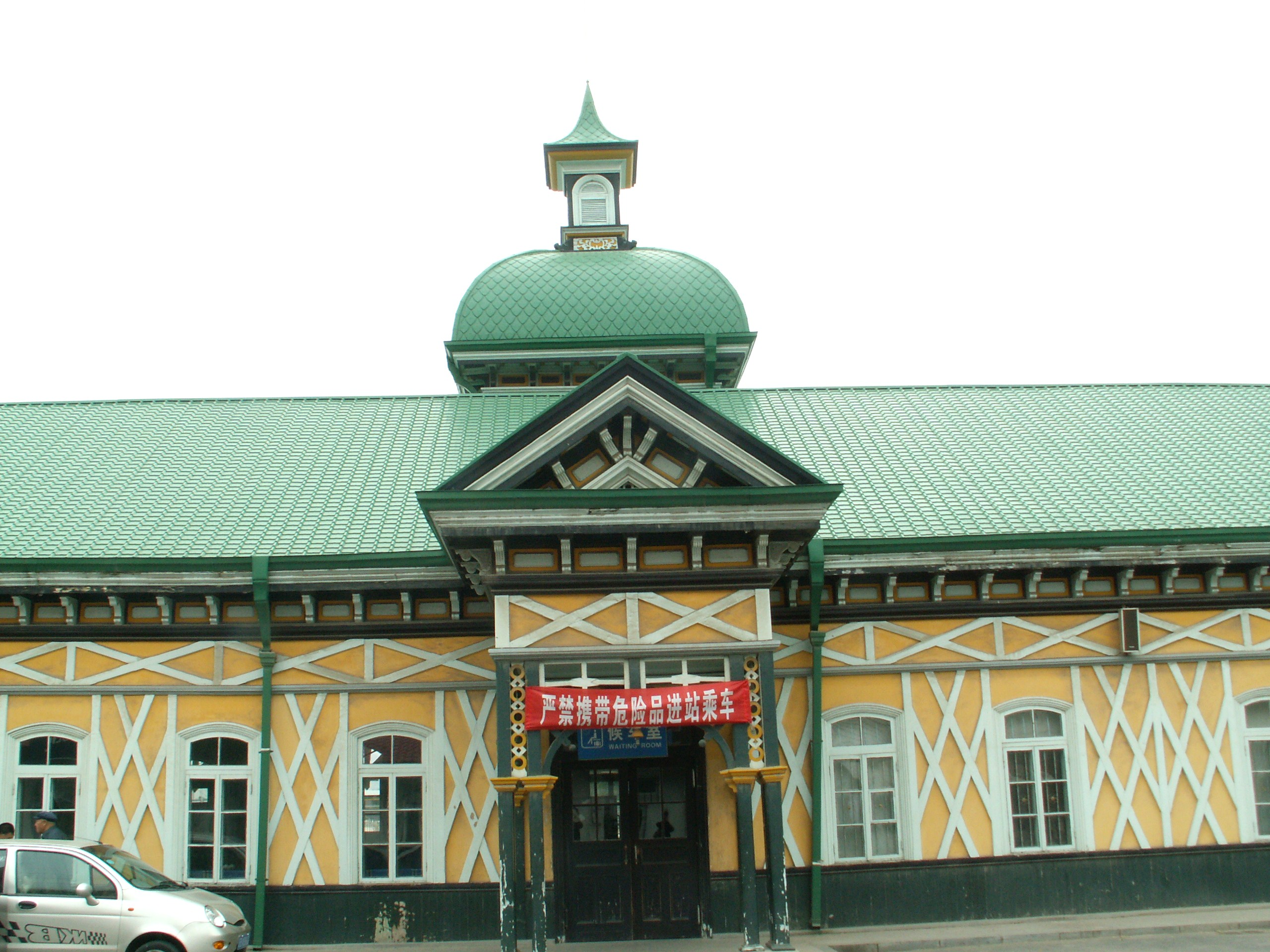
旅順駅入り口

旅順支線（りょじゅんしせん、簡体字: 旅顺支线）は中華人民共和国遼寧省の周水子駅（大連市甘井子区）から旅順駅（旅順口区）までを結ぶ、全長52キロメートルの鉄道路線である。東清鉄道の支線として開通し、のちに旅順支線と改称された。大連駅から旅順駅まで1往復の普通列車（列車種別普快）、1往復の快速列車（空調快速）が運行されていたが、2014年4月21日をもって廃止され、現在は貨物列車のみ運行されている。旅客列車の廃止後は旅順新港まで延伸工事の行われた大連市交通局の快軌202路やバスなどが代替交通手段となっている。なお、旅順駅は2009年6月、外国人立入制限区域ではなくなったが、軍港の前にあるため、降車して付近を不用意に歩くことは難しいと思われる。また、旅順駅より先は、軍港施設内に引き込み線が延びている。

## 接続路線
- 周水子駅 - 瀋大線

- 渤海鉄道フェリー - 長嶺子駅より23.329kmの線路で旅順西駅（羊頭窪港）と結び、鉄道連絡船で貨車をそのまま山東省側の煙台北駅（四突堤港）まで航送し、珠璣駅より藍煙線と連絡している（2008年9月19日開通）が、現在旅客列車は直接旅順西駅に乗入れていないので、駅ではあるが航路のみのターミナルとなっている。航路の所要時間6時間。これに伴い長嶺子駅より北側を電化し、瀋大線に接続する予定である。